# Остервальдер, Адольф (спортсмен)
Адольф Йозеф Феликс Остервальдер (нем. Adolf Josef Felix Osterwalder; 13 июня 1893, Арау — 3 октября 1982, Берн) — швейцарский футболист и кёрлингист, тренер. Отец джазового музыканта Хази Остервальда.

## Биография
Дебютировал в составе футбольного клуба «Арау», затем выступал за бернские команды «Янг Бойз» и «Берн». В 1918—1925 гг. выступил в восьми матчах в составе национальной сборной Швейцарии. Был известен под прозвищем Остерхези (нем. Osterhäsi — пасхальный заяц), затем просто Хезу (нем. Häsu). Также выигрывал чемпионат Швейцарии по хоккею среди юниоров. По завершении карьеры игрока работал тренером в клубах «Берн» и «Тун», а также несколько лет работал судьёй на матчах Национальной лиги. Во второй половине жизни увлёкся кёрлингом, в 1957 году в составе команды коммуны Адельбоден стал чемпионом Швейцарии.

### Достижения
- Чемпион Швейцарии по футболу: 1913/14, 1919/20[2]
- Чемпион Швейцарии по кёрлингу: 1957